# Barnacre-with-Bonds
Barnacre-with-Bonds – civil parish w Anglii, w Lancashire, w dystrykcie Wyre. W 2011 civil parish liczyła 2148 mieszkańców. W obszar civil parish wchodzą także Bonds, Bowgreave, Barnacre i Calder Vale.